# Copa Sendai de 2008
A Copa Sendai de 2008 foi a 6ª edição dessa competição organizada pela Japan Football Association (JFA), para jogadores com até 19 anos de idade. Realizou-se entre os dias 11 e 15 de setembro na cidade de Sendai, no Japão. Todos os jogos foram disputados no Sendai Stadium.
O Brasil sagrou-se a campeão após acumular o maior número de pontos entre as quatro participantes. O Japão ficou com o vice-campeonato, a França com o terceiro lugar e a Coreia do Sul com o quarto lugar.

## Regulamento
A Copa Sendai é disputada por 4 seleções. Todos os times jogam entre si uma única vez. Será declarado campeão o time que obtiver o maior número de pontos após as 3 rodadas.

### Critérios de desempate
Caso haja empate de pontos entre dois ou mais equipes, os critérios de desempates serão aplicados na seguinte ordem:
1. Número de vitórias;
2. Saldo de gols;
3. Gols marcados;
4. Confronto direto;
5. Número de cartões vermelhos;
6. Número de cartões amarelos.

## Equipes participantes
| Equipe        | Confederação | Títulos              |
| ------------- | ------------ | -------------------- |
| Brasil        | CONMEBOL     | 3 (2003, 2005, 2006) |
| França        | UEFA         | 1 (2007)             |
| Japão         | AFC          | ---                  |
| Coreia do Sul | AFC          | ---                  |

## Jogos

### Primeira Rodada
| 11 de setembro de 2008 | Japão | 0 x 2  | Brasil                            | Sendai Stadium, Sendai                  |
| 19h00 (UTC+9)          |       | Súmula | 58' Jonathas · 90+2' Rafael Tolói | Público: 3,632 Árbitro: Hiroyuki Kimura |

| 12 de setembro de 2008 | França | 0 x 0  | Coreia do Sul | Sendai Stadium, Sendai                 |
| 19h00 (UTC+9)          |        | Súmula |               | Público: 2,017 Árbitro: Ootomo Itsupei |

### Segunda Rodada
| 14 de setembro de 2008 | Japão | 0 x 0  | França | Sendai Stadium, Sendai                 |
| 13h30 (UTC+9)          |       | Súmula |        | Público: 4,290 Árbitro: Tomohiro Inoue |

| 14 de setembro de 2008 | Brasil                          | 3 x 0  | Coreia do Sul | Sendai Stadium, Sendai            |
| 16h00 (UTC+9)          | Jonathas 38', 45+1' · Tales 71' | Súmula |               | Público: 5,004 Árbitro: Yuki Noda |

### Terceira rodada
| 15 de setembro de 2008 | Japão                                                         | 3 x 0  | Coreia do Sul | Sendai Stadium, Sendai               |
| 13h30 (UTC+9)          | Taisuke Muramatsu 47' · Takashi Kanai 58' · Hiroki Kawano 85' | Súmula |               | Público: 6,207 Árbitro: Takuto Okabe |

| 15 de setembro de 2008 | Brasil           | 1 x 1  | França               | Sendai Stadium, Sendai                   |
| 16h00 (UTC+9)          | Rafael Tolói 90' | Súmula | 82' Damien Le Tallec | Público: 7,214 Árbitro: Masaki Nabeshima |

## Classificação
| Pos. | Time          | Pts | J | V | E | D | GP | GC | SG |
| ---- | ------------- | --- | - | - | - | - | -- | -- | -- |
| 1    | Brasil        | 7   | 3 | 2 | 1 | 0 | 6  | 1  | +5 |
| 2    | Japão         | 4   | 3 | 1 | 1 | 1 | 3  | 2  | +1 |
| 3    | França        | 3   | 3 | 0 | 3 | 0 | 1  | 1  | 0  |
| 4    | Coreia do Sul | 1   | 3 | 0 | 1 | 2 | 0  | 6  | -6 |

## Premiação
| Copa Sendai de 2008           |
| Seleção Brasileira de Futebol |
| ----------------------------- |
| BRASIL Campeão (4º título)    |

## Artilharia
Atualizado em 5 de outubro às 12:39 UTC-3
| Gols | Jogador      |
| ---- | ------------ |
| 3    | Jonathas     |
| 2    | Rafael Tolói |